# Bryum mnioides
Bryum mnioides là một loài Rêu trong họ Bryaceae. Loài này được (Schimp.) Broth. mô tả khoa học đầu tiên năm 1903.